# Stefan van Dijk
Stefan van Dijk (Honselersdijk, 22 gennaio 1976) è un ex ciclista su strada olandese.
Professionista dal 2000 al 2013, fu campione nazionale in linea nel 2002.
Nel 2005 venne squalificato per un anno dalla Federciclismo fiamminga per aver saltato un test antidoping fuori dalle competizioni. Nel novembre 2013, dopo essersi da poco ritirato dalle competizioni, fu invece squalificato per otto anni per essersi sottoposto per dieci volte, nel 2011, all'ozonoterapia, proibita.

## Palmarès
- 1996 (Dilettanti)

Campionati olandesi, prova in linea Under-23
- 1997 (Dilettanti)

Tour Beneden-Maas
- 1998 (Dilettanti)

Omloop van de Glazen Stad
2ª tappa Olympia's Tour (Rotterdam > Noordwijkerhout)
Omloop der Vlaamse Gewesten
Prologo International Hessen Rundfahrt (Wiesbaden > Wiesbaden)
- 1999 (Dilettanti)

Internationale Wielertrofee Jong Maar Moedig
Omloop van de Grensstreek
- 2001 (BankGiroLoterij-Batavus, cinque vittorie)

2ª tappa Międzynarodowy Wyścig Solidarności i Olimpijczyków (Jarosław > Chelm)
4ª tappa Międzynarodowy Wyścig Solidarności i Olimpijczyków (Tarnobrzeg > Kielce)
Ronde van Noord-Holland
1ª tappa Ronde van Nederland (Rotterdam > Tilburg)
Omloop van de Westkust
- 2002 (Lotto-Adecco, cinque vittorie)

Omloop van de Vlaamse Scheldeboorden
Prologue Grand Prix Erik Breukink (Bladel > Riemst)
3ª tappa Grand Prix Erik Breukink (Riemst > Bladel)
2ª tappa Danmark Rundt (Aabenraa > Århus)
Campionati olandesi, prova in linea
- 2003 (Lotto-Domo, quattro vittorie)

3ª tappa Tour of Qatar (Camel Race Track > Doha)
Grand Prix Fayt-Le-Franc
3ª tappa Tour de Picardie (Laon > Nogent-Sur-Oise)
Delta Profronde
- 2004 (Lotto-Domo, quattro vittorie)

Omloop van de Vlaamse Scheldeboorden
Dwars door Gendringen
Ronde van Noord-Holland
3ª tappa Tour de Picardie (Lacroix-Saint-Ouen > Soissons)
- 2005 (MrBookmaker.com, quattro vittorie)

Noord Nederland Tour
Tour de Rijke
5ª tappa Giro del Belgio (Visé > Putte)
6ª tappa Eneco Tour (Sint-Truiden > Hoogstraten)
- 2008 (Jartazi, una vittoria)

2ª tappa Étoile de Bessèges (Nîmes > Saint Ambroix)
- 2010 (Willems Verandas, cinque vittorie)

Arno Wallaard Memorial
Omloop der Kempen
2ª tappa Tour de Wallonie (Braine-le-Comte > Saintes)
Grote Prijs Stad Zottegem
Omloop van het Houtland
- 2011 (Veranda's Willems-Accent, una vittoria)

1ª tappa Route du Sud (Castres > Samatan)

### Altri successi
- 1998 (Dilettanti)

5ª tappa Olympia's Tour (Cranendonck, cronosquadre)
- 1999 (Dilettanti)

4ª tappa Olympia's Tour (Almere, cronosquadre)
- 2000 (Cologne)

Classifica sprint Ronde van Nederland
- 2001 (BankGiroLoterij-Batavus)

Classifica a punti Międzynarodowy Wyścig Solidarności i Olimpijczyków
Classifica a punti Ronde van Nederland
- 2002 (Lotto-Adecco)

Classifica a punti Grand Prix Erik Breukink
Profronde van Wateringen (Criterium)
- 2004 (Lotto-Domo)

Classifica sprint Classic Brugge-De Panne
- 2009 (Willems Verandas)

Ruddervoorde Koerse
Classifica a punti Tour de Wallonie
- 2010 (Willems Verandas)

Classifica a punti Tour de Wallonie
- 2011 (Veranda's Willems-Accent)

Classifica a punti Route du Sud
Moorslede (Criterium)
- 2012 (Accent.jobs – Willems Veranda’s)

GP Lucien Van Impe

## Piazzamenti

### Grandi Giri
- Giro d'Italia

2002: ritirato (12ª tappa)

### Classiche monumento
- Giro delle Fiandre

2002: 97º
2003: ritirato
2007: ritirato
2011: ritirato
2012: ritirato
2013: ritirato
- Parigi-Roubaix

2002: ritirato
2003: ritirato
2005: ritirato

### Competizioni mondiali
- Campionati mondiali

Valkenburg 1998 - In linea Under-23: ritirato
Zolder 2002 - In linea Elite: 21°